# Jharkhand
Jharkhand (Hindi: झारखंड, Jhārkhaṇḍ, [ʤʰɑːrkʰʌɳɖ]) ist ein indischer Bundesstaat mit einer Fläche von 79.722 km² und etwa 33 Millionen Einwohnern (Volkszählung 2011).
Hauptstadt ist die Industriestadt Ranchi. In Jharkhand liegen die wichtigsten Kohleabbaugebiete Indiens. Der höchste Berg in Jharkhand ist mit 1.365 m der Parasnath, ein wichtiger Pilgerort der Religionsgemeinschaft der Jainas.

## Geographie
Jharkhand grenzt an die Bundesstaaten Bihar, Westbengalen, Odisha, Chhattisgarh und Uttar Pradesh (im Uhrzeigersinn, beginnend im Norden). Der überwiegende Teil des Bundesstaats liegt auf dem Chota-Nagpur-Plateau auf einer Höhe zwischen 300 und 600 Metern über Meereshöhe. Das Ranchi-Plateau ist eine Hochebene auf einer Seehöhe zwischen 600 und 900 Metern im Zentralen Westen von Jharkhand. Zwei Höhenzüge, die Bokara Barrage und das Lohardaga Ghat, überragen die umliegenden Gebiete. Tiefebenen gibt es nur im Nordosten und Südosten des Bundesstaats. Trotz Abholzung in den letzten hundert Jahren sind immer noch rund 29 % des Gebiets von Wald bedeckt. Darunter sind zahlreiche Naturschutzgebiete. Unter diesen liegt der Betla Nationalpark mit einer Fläche von 1315 km² an erster Stelle.
Die wichtigsten Flüsse sind der Barakar, der Damodar, der Mayurakshi, der North Koel, der Sankh, der South Koel und der Subarnekha. Auf dem Gebiet des Staates Jharkhand liegen zudem mehrere Stauseen. Die Größten sind das Konar Reservoir, das Maithon Reservoir, das Panchet Reservoir und das Tilalya Reservoir.

### Klima
Klimatisch geprägt ist der Bundesstaat im Norden durch ein Ostseitenklima, das tropische Savannenklima im Südosten und dem Klima auf der Hochebene (Chota-Nagpur-Plateau). Letzteres prägt den Bundesstaat und hat einen Winter von November bis Mitte Februar (Temperaturen von 10 bis 24 Grad), einen kurzen Frühling zwischen Mitte Februar und Mitte April, eine Trockenzeit zwischen Mitte April und Mitte Juni (Temperaturen zwischen 21 und 37 Grad) gefolgt von einer Regenzeit zwischen Mitte Juni und Ende September (Temperaturen zwischen 22 und 30 Grad; Monsunzeit) mit einem kurzen Herbst im Oktober. In der Monsunzeit fällt rund 84 Prozent des Jahresniederschlags. Die durchschnittlichen Regenmengen schwanken je nach Region zwischen 925 mm in Palamau und 1573 mm in Pakur. Die Monate November bis April sind sehr trocken.

### Bedrohung durch Klimawandel
Jharkhand gilt als besonders durch den Klimawandel bedroht. Die Gesamtsituation des Staates gilt als überdurchschnittlich empfindlich gegenüber den erwarteten Veränderungen des Klimas und dabei als gleichzeitig wenig anpassungsfähig. Die vorhandenen Wald- und Wasservorkommen sind sehr ungleich über das Gebiet des Bundesstaates verteilt und bereits durch die zunehmende Industrialisierung und das Wachstum der Städte bedroht. Der Bundesstaat hat deshalb einen Aktionsplan entwickelt, der den Auswirkungen des Klimawandels entgegenwirken soll und dabei wirtschaftliches Wachstum und die Bekämpfung von Armut ermöglichen soll.

### Flora und Fauna
Die Tier- und Pflanzenwelt ist aufgrund der verschiedenen Klimazonen vielfältig. Besonderen Schutz genießen Elefanten und Tiger, für die verschiedene Nationalparks und Reservate geschaffen wurden (unter anderem Palamau Tiger Reserve). In diesen Schutzgebieten gibt es zudem rund 170 Vogelarten, Krokodile und Affen.
Mehrere hundert Pflanzenarten sind auf dem Gebiet von Jharkhand beheimatet. Darunter zahlreiche Samenpflanzen und Baumarten, Sträucher und Kräuter sowie Gräser und Bambus.

## Geschichte
Höhlenmalereien und Steinwerkzeuge aus der Mittelsteinzeit (9000 bis 5000 vor unserer Zeitrechnung) belegen eine frühe Besiedlung. Weitere archäologische Funde förderten Überreste von Irdengut und Eisenschlacke zutage. Das damals von den indoarischen Einwanderern Jharkhand (deutsch: Waldgebiet) genannte Gebiet überdauerte die Zeit in Abgeschiedenheit. Zwar zahlten die Bewohner von der Zeit des Maurya-Reichs bis zur Zeit des Mogulreichs Tribute und Steuern an verschiedene Herrscherdynastien. Sie blieben aber mit Ausnahme von einzelnen Feldzügen bis zur Zeit der britischen Kolonialherrschaft unabhängig. Nur die Tieflandgebiete um Palamau, um Sahibganj und in den heutigen Distrikten Purbi Singhbhum und Seraikela Kharsawan teilten das Schicksal Nordindiens mit den wechselnden Herrschaften. Im Jahr 1765 begann die Kolonialherrschaft. Allerdings gab es zwischen 1771 und dem Ende der Kolonialzeit zahlreiche Aufstände gegen die Britische Ostindien-Kompagnie und die britische Krone. Während der britischen Kolonialzeit gab es neun Kleinstaaten, die zusammen die Chota Nagpur Tributary States bildeten. Von diesen lagen Kharsawan und Saraikela auf dem Gebiet des heutigen Jharkhand. Alle anderen Gebiete gehörten zur South-West Frontier (später Chota Nagpur Division) in der Präsidentschaft Bengalen. Nach der Unabhängigkeit Indiens wurde das gesamte heutige Jharkhand Teil des Staates Bihar. Bereits 1972 forderte die All Jharkhand Students Union mehr Unabhängigkeit für die Region des heutigen Jharkhands. Es kam zu keiner Einigung mit der Regierung von Bihar. Nebst der Forderung nach Unabhängigkeit ist das Gebiet seit den 1960er-Jahren eines der Zentren des Naxalitenaufstands. Am 15. November 2000 entstand der heutige Bundesstaat Jharkhand.

## Bevölkerung

### Allgemeines
Nach der Volkszählung 2011 hat Jharkhand 32.988.134 Einwohner. Die Bevölkerungsdichte liegt mit 414 Einwohnern pro Quadratkilometer etwas über dem gesamtindischen Durchschnitt. 24,1 % der Einwohner Jharkhands leben in Städten. Unter der Bevölkerung des Bundesstaats machen Angehörige der Stammesbevölkerung (Adivasi) mit 26,3 % (Volkszählung 2001) eine bedeutende Minderheit aus.
67,6 Prozent der Einwohner Jharkhands können lesen und schreiben (Männer: 78,5 Prozent, Frauen: 56,2 Prozent). Die Alphabetisierungsrate liegt damit unter dem indischen Durchschnitt von 74 Prozent. Im Zeitraum von 2010 bis 2014 betrug die durchschnittliche Lebenserwartung 66,6 Jahre (der indische Durchschnitt betrug 67,9 Jahre). Die Fertilitätsrate betrug 2,53 Kinder pro Frau (Stand: 2016) während der indische Durchschnitt im selben Jahr bei 2,23 Kinder lag. Jharkhand zählt zu den weniger entwickelten Bundesstaaten in Indien. Mit einem Wert von 0,578 erreicht Jharkhand 2015 den 25. Platz unter den 29 Bundesstaaten Indiens im Index der menschlichen Entwicklung.

### Bevölkerungsentwicklung
Während der Kolonialzeit wuchs die Bevölkerung nur langsam. Seit der Unabhängigkeit Indiens ist der Bevölkerungszuwachs deutlich gestiegen. Während er in den fünfzig Jahren von 1901 bis 1951 weniger als 60 Prozent (59,80 %) betrug, steigerte er sich in den darauf folgenden fünfzig Jahren (1951 bis 2001) auf rund 178 Prozent (177,87 %). Die Zunahme betrug in den Jahren 2001–2011 über 22 Prozent (22,42 %). In diesen zehn Jahren nahm die Bevölkerung um mehr als 6 Millionen Menschen zu. Aus dem 1901 mit 76 Einwohner je Quadratkilometer eher dünn besiedelten Gebiet wurde ein mit 414 Einwohnern trotz der geringen Verstädterung dicht besiedelter Bundesstaat. Die Entwicklung verdeutlicht folgende Tabelle:
Bevölkerungsentwicklung in Jharkhand seit 1901
Quellen: Census of India: Bevölkerungsentwicklung seit 1901

### Volksgruppen
Angehörige der scheduled castes (registrierten Kasten) umfassten bei der Volkszählung 2011 3.985.644 Personen (12,09 Prozent der Bevölkerung). Den scheduled tribes (registrierten Stammesgemeinschaften, Adivasi) gehörten 8.645.042 Personen (26,21 Prozent) an. Zu ihnen gehören in Jharkhand 32 Volksgruppen. Die größten dieser Volksgruppen sind die Santal, Oraon, Munda, Ho, Kharia, Bhumij, Lohra und Kharwar.
Mehrheitlich von Angehörigen der registrierten Stammesgemeinschaften bewohnt waren die fünf Distrikte Gumla, Khunti, Lohardaga, Pashchimi Singhbhum und Simdega. Zwischen 30 und 46 Prozent Anteil hatten die scheduled tribes in den sechs Distrikten Dumka, Jamtara, Latehar, Pakur, Ranchi und Saraikella-Kharsawan. In den Distrikten Chatra, Dhanbad, Giridih, Hazaribagh, Kodarma und Palamu sind weniger als zehn Prozent der Bevölkerung Angehörige der anerkannten Stammesgemeinschaften.
Allerdings hat nur in zwei Distrikten eine einzelne Volksgruppe eine Mehrheit. Im Distrikt Khunti sind 325.958 Personen (61,28 %) der Einwohnerschaft Angehörige der Munda. Und im Distrikt Pashchimi Singhbhum stellen die Ho mit 773.930 Menschen (51,52 % Anteil) eine Bevölkerungsmehrheit. Hohe Anteile haben die Santal in den Distrikten Dumka (481.809 Personen oder 36,46 % Anteil) und Pakur (317.992 Personen oder 35,31 % Anteil) sowie die Oraon in den Distrikten Lohardaga (208.067 Personen oder 45,25 % Anteil) und Gumla (442.659 Personen oder 43,18 % Anteil). Mehr als jeweils 100.000 Menschen zählen die Santal in den Distrikten Bokaro, Deogarh, Dhanbad, Dumka, Giridih, Pakur, Sahibganj und Saraikella-Kharsawan. Dies gilt auch für die Oraon in den Distrikten Gumla, Latehar, Lohardaga und Ranchi, die Munda in den Distrikten Khunti, Ranchi und Simdega sowie die Ho im Distrikt Pashchimi Singhbhum.
| Volksgruppe | Anzahl    | Anteil |
| ----------- | --------- | ------ |
| Santal      | 2.754.723 | 8,35 % |
| Oraon       | 1.716.618 | 5,20 % |
| Munda       | 1.229.221 | 3,73 % |
| Ho          | 0928.289  | 2,81 % |
| Kharwar     | 0248.974  | 0,75 % |
| Lohra       | 0216.226  | 0,66 % |
| Bhumij      | 0209.448  | 0,63 % |
| Kharia      | 0196.135  | 0,59 % |

| Volksgruppe | Anzahl  | Anteil |
| ----------- | ------- | ------ |
| Mahli       | 152.663 | 0,46 % |
| Paharia     | 135.797 | 0,41 % |
| Bedia       | 100.161 | 0,30 % |
| Chero       | 095.575 | 0,29 % |
| Karmali     | 064.154 | 0,19 % |
| Chik Baraik | 054.163 | 0,16 % |
| Gond        | 053.676 | 0,16 % |
| Kol         | 053.584 | 0,16 % |

| Volksgruppe    | Anzahl | Anteil |
| -------------- | ------ | ------ |
| Sauria Paharia | 46.222 | 0,14 % |
| Kisan          | 37.265 | 0,11 % |
| Korwa          | 35.606 | 0,11 % |
| Kora           | 32.786 | 0,10 % |
| Parhaiya       | 25.585 | 0,08 % |
| Asur(Agaria)   | 22.459 | 0,07 % |
| Binjhia        | 14.404 | 0,04 % |
| Birhor         | 10.726 | 0,03 % |

| Volksgruppe | Anzahl | Anteil |
| ----------- | ------ | ------ |
| Savar       | 9688   | 0,03 % |
| Kawar       | 8145   | 0,02 % |
| Birjia      | 6276   | 0,02 % |
| Gorait      | 4973   | 0,02 % |
| Baiga       | 3582   | 0,01 % |
| Bathudi     | 3464   | 0,01 % |
| Banjara     | 0487   | 0,00 % |
| Khond       | 0221   | 0,00 % |

### Sprachen
Laut der Volkszählung 2011 sprechen 20.436.026 Menschen in Jharkhand Hindi als Muttersprache. Die bedeutendsten dieser Hindi-Sprachen und -Dialekte sind Khortha (7.738.960 Personen), Alltagshindi (7.059.131 Personen; gewöhnlich bei uns Hindi genannt), Sadan/Sadri (1.627.083 Personen), Maghadi(Magahi; 1.367.337 Personen), Nagpuria (757.726 Personen), Bhojpuri (756.726 Personen) und Panchpargania (244.290 Personen). Mit Ausnahme des Alltagshindi handelt es sich um Sprecher von Sprachen aus der Bihari-Gruppe (u. a. Bhojpuri, Maithili, Khortha, Nagpuri, Kurmali und Panchpargania). Diese nah mit dem Hindi verwandten Regionalsprachen werden von der indischen Regierung offiziell als Hindi-Dialekte gezählt.
Unter den Muslimen Jharkhands ist Urdu, die muslimische Variante des Hindi, mit 1.965.652 Muttersprachlern verbreitet. Im Grenzgebiet zu Westbengalen, Orissa und Bihar werden Bengali (3.213.423 Muttersprachler), Oriya (531.077 Muttersprachler) sowie Maithili (Bihari; 138.167 Muttersprachler), die jeweiligen Sprachen dieser Bundesstaaten, gesprochen. Alle erwähnten Sprachen gehören der indoarischen Sprachgruppe an. Nicht-indoarische Sprachen sind unter der Stammesbevölkerung verbreitet. Hierzu gehören die Munda-Sprachen Santali (3.269.897 Personen), Ho (994.302 Personen), Mundari (942.108 Personen) und Kharia (140.148 Personen) sowie die dravidischen Sprachen Kurukh (952.164 Personen) und Malto (151.565 Personen).
Die Amtssprache Jharkhands ist Hindi. Daneben haben seit 2011 Bengali, Oriya, die Bihari-Dialekte Nagpuri, Panchpargania, Khortha und Kurmali sowie die Stammessprachen Santali, Ho, Kurukh, Mundari und Kharia den Status von assoziierten Amtssprachen. Englisch ist wie in ganz Indien als Verkehrs- und Bildungssprache allgegenwärtig.
Wegen der sprachlichen Vielfältigkeit ist Zweisprachigkeit oder Mehrsprachigkeit weit verbreitet. So sprechen 7,46 Millionen Menschen Hindi als Zweitsprache und weitere 280.000 Menschen Hindi als Drittsprache. An zweiter Stelle liegt Englisch (2431 Muttersprachler) mit 945.000 Zweitsprachlern und 750.000 Drittsprachlern. Als Zweitsprache (700.000 Menschen) und Drittsprache (250.000 Menschen) folgt Bengali an dritter Stelle. Urdu (380.000 Personen), Odia (185.000 Personen) und Arabisch (145.000 Personen) sind weitere häufig verwendete Zweit- und Drittsprachen.

### Religionen
Bei der Volkszählung 2011 waren 22.376.051 Einwohner Jharkhands Hindus und 4.793.994 Muslime. Kleine Minderheiten vor allem in den Städten sind die Sikhs (71.422 Personen) und Jainas (14.974 Personen). Daneben gab es noch 8956 Buddhisten, 188 Parsen, 36 Atheisten, 23 Juden und 8 Bahais.
Bedeutende Minderheiten sind die Anhänger von Naturreligionen (4.235.531 Personen) und die Christen (1.418.608 Personen). Diese beiden Minderheiten sind vor allem unter den anerkannten Stammesgemeinschaften (scheduled tribes) verbreitet. Von den 8.645.042 Angehörigen der scheduled tribes sind 3.677.700 (oder 46,74 Prozent) Anhänger von Naturreligionen und 1.338.175 Menschen (oder 15,48 Prozent) Christen.
In den Distrikten Lohardaga und Pashchimi Singhbhum gehört die Bevölkerungsmehrheit Naturreligionen an. In 31 der 264 Blocks (Unterbezirke) des Bundesstaats Jharkhand sind die Anhänger von Naturreligionen in der Mehrheit (zwischen 50,68 und 83,04 Prozent). Von den bedeutendsten Volksgruppen unter den scheduled tribes sind unter den Ho 93,86 Prozent, den Oraon 61,11 Prozent, den Munda 49,25 Prozent und den Santal 36,63 Prozent Anhänger ihrer traditionellen Religionen. Von den Anhängern der traditionellen Religionen sind 4.131.282 Personen Anhänger des Sarnaismus. Diese möchten von der indischen Regierung eine offizielle Anerkennung als Minderheitenreligion.
Der Distrikt Simdega hat eine christliche Bevölkerungsmehrheit von 51,14 Prozent. Starke christliche Minderheiten gibt es in den Distrikten Gumla (19,75 Prozent) und Khunti (25,65 Prozent). In acht der 264 Blocks gibt es christliche Mehrheiten zwischen 50,48 und 65,04 Prozent der jeweiligen Bevölkerung. Von den 32 scheduled tribes sind die Kharia (67,94 Prozent) und Sauria Paharia (52,70 Prozent) mehrheitlich Christen. Jeweils mehr als 100.000 Christen zählen die Oraon (449.092 Personen oder 26,16 Prozent), die Munda (403.466 Personen oder 32,82 Prozent), die Santal (236.304 Personen oder 8,58 Prozent) und die Kharia (133.249 Personen).
Muslime bilden in vier der 264 Blocks die Bevölkerungsmehrheit. Und in weiteren neun Blocks eine starke Minderheit zwischen 31,13 und 48,35 Prozent. Es gibt nur wenige Muslime (0,21 Prozent) unter den registrierten Stammesgemeinschaften.
In drei von 24 Distrikten sind Hindus in der Minderheit sind sowie in 72 der 264 Blocks nur eine Minderheitsreligion von unter zwanzig Prozent sind.
Zudem gibt es gewaltige Unterschiede zwischen den drei Bevölkerungsgruppen. Unter der general population sind 74,40 Prozent Hindus und 23,46 Prozent Muslime. Die Dalit (scheduled castes) sind zu 99,96 Prozent Hindus. Unter den anerkannten Stammesgemeinschaften (scheduled tribes) dagegen sind Anhänger von traditionellen Religionen und Christen (zusammen 62,22 Prozent) gegenüber den Hindus (38,02 Prozent) in der Mehrheit.

## Bildung
Dank bedeutender Anstrengungen steigt die Alphabetisierung. Sie ist dennoch noch weit weg vom Ziel der kompletten Alphabetisierung. Typisch für indische Verhältnisse sind die starken Unterschiede zwischen Stadt und Land sowie den Geschlechtern. Acht von neun Männern in den Städten können lesen und schreiben – aber weniger als die Hälfte der Frauen auf dem Land. Seit der Gründung des Bundesstaats Jharkhand hat sich die Einschulungsrate deutlich erhöht. Mittlerweile gehen laut Angaben des Bundesstaats Jharkhand rund 95 % der Kinder im entsprechenden Alter in die Grundschule. Dies hat zu einem deutlichen Anstieg der Alphabetisierung zwischen 2001 und 2011 geführt.
| Alphabetisierung im Bundesstaat Jharkhand           |                   |                   |                   |                   |
| Einheit                                             | Volkszählung 2001 | Volkszählung 2001 | Volkszählung 2011 | Volkszählung 2011 |
| Einheit                                             | Anzahl            | Anteil            | Anzahl            | Anteil            |
| GESAMT                                              | 11.777.201        | 53,56 %           | 18.328.069        | 66,41 %           |
| Männer                                              | 7.646.857         | 67,30 %           | 10.882.519        | 76,84 %           |
| Frauen                                              | 4.130.344         | 38,87 %           | 7.445.550         | 55,42 %           |
| STADT GESAMT                                        | 4.073.471         | 79,14 %           | 5.684.991         | 82,26 %           |
| Stadt-Männer                                        | 2.408.021         | 87,03 %           | 3.199.788         | 88,44 %           |
| Stadt-Frauen                                        | 1.665.460         | 69,97 %           | 2.485.203         | 75,47 %           |
| LAND GESAMT                                         | 7.703.730         | 45,74 %           | 12.643.078        | 61,11 %           |
| Land-Männer                                         | 5.238.836         | 49,05 %           | 7.682.731         | 72,86 %           |
| Land-Frauen                                         | 2.464.894         | 29,89 %           | 4.960.347         | 48,91 %           |
| Quelle: Ergebnisse der Volkszählungen 2001 und 2011 |                   |                   |                   |                   |

Es gibt auch immer mehr staatliche und private Universitäten und Fachhochschulen. Die bedeutendste unter ihnen ist die 2009 gegründete (staatliche) Central University of Jharkhand.

## Größte Städte
(Stand: Volkszählung 2011)
|          | Stadt             | Einwohner |    | Stadt     | Einwohner |
| -------- | ----------------- | --------- | -- | --------- | --------- |
| 1        | Dhanbad           | 1.162.472 | 6  | Deoghar   | 203.123   |
| 2        | Ranchi            | 1.073.427 | 7  | Adityapur | 174.355   |
| 3        | Jamshedpur        | 677.350   | 8  | Hazaribag | 142.489   |
| 4        | Bokaro Steel City | 414.820   | 9  | Chas      | 141.640   |
| 5        | Mango             | 223.805   | 10 | Giridih   | 114.533   |
| Quellen: |                   |           |    |           |           |

## Verwaltungsgliederung

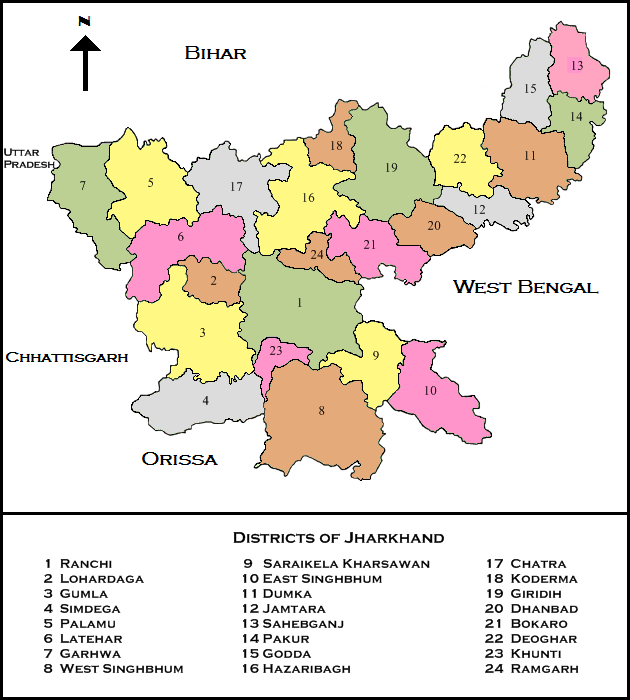
Die Distrikte Jharkhands

Der Bundesstaat Jharkhand ist in folgende 24 Distrikte untergliedert (Einwohnerzahl und Bevölkerungsdichte nach der Volkszählung 2011):
| Distrikt            | Verwaltungssitz    | Fläche    | Einwohner (2011) | Bev.- dichte  |
| ------------------- | ------------------ | --------- | ---------------- | ------------- |
| Bokaro              | Bokaro Steel City  | 2.880 km² | 2.062.330        | 716 Ew./km²   |
| Chatra              | Chatra             | 3.790 km² | 1.042.886        | 275 Ew./km²   |
| Deoghar             | Deoghar            | 2.478 km² | 1.492.073        | 602 Ew./km²   |
| Dhanbad             | Dhanbad            | 2.089 km² | 2.684.487        | 1.284 Ew./km² |
| Dumka               | Dumka              | 4.404 km² | 1.321.442        | 300 Ew./km²   |
| Garhwa              | Garhwa             | 4.044 km² | 1.322.784        | 327 Ew./km²   |
| Giridih             | Giridih            | 4.920 km² | 2.445.474        | 497 Ew./km²   |
| Godda               | Godda              | 2.108 km² | 1.313.551        | 622 Ew./km²   |
| Gumla               | Gumla              | 5.315 km² | 1.025.213        | 193 Ew./km²   |
| Hazaribagh          | Hazaribagh         | 4.303 km² | 1.734.495        | 403 Ew./km²   |
| Jamtara             | Jamtara            | 1.800 km² | 791.042          | 439 Ew./km²   |
| Khunti              | Khunti             | 2.467 km² | 531.885          | 215 Ew./km²   |
| Kodarma             | Kodarma            | 1.680 km² | 716.259          | 427 Ew./km²   |
| Latehar             | Latehar            | 3.628 km² | 726.978          | 200 Ew./km²   |
| Lohardaga           | Lohardaga          | 1.489 km² | 461.790          | 310 Ew./km²   |
| Pakur               | Pakur              | 1.806 km² | 900.422          | 498 Ew./km²   |
| Palamu              | Daltonganj         | 5.082 km² | 1.939.869        | 381 Ew./km²   |
| Pashchimi Singhbhum | Chaibasa           | 7.185 km² | 1.502.338        | 209 Ew./km²   |
| Purbi Singhbhum     | Jamshedpur         | 3.536 km² | 2.293.919        | 648 Ew./km²   |
| Ramgarh             | Ramgarh Cantonment | 1.388 km² | 949.443          | 684 Ew./km²   |
| Ranchi              | Ranchi             | 5.228 km² | 2.914.253        | 557 Ew./km²   |
| Sahibganj           | Sahibganj          | 1.599 km² | 1.150.567        | 719 Ew./km²   |
| Seraikela Kharsawan | Seraikela          | 2.727 km² | 1.065.056        | 390 Ew./km²   |
| Simdega             | Simdega            | 3.749 km² | 599.578          | 160 Ew./km²   |

## Politik

### Politisches System
Jharkhand wurde am 15. November 2000 aus dem südlichen Teil des Bundesstaats Bihar gebildet. Das Bundesstaats-Parlament (Vidhan Sabha) umfasst 81 gewählte Abgeordnete, die in ebenso vielen Einzelwahlkreisen für 5 Jahre nach relativem Mehrheitswahlrecht gewählt werden. Scheidet ein Abgeordneter vorzeitig aus, erfolgt eine Nachwahl in dem betreffenden Wahlkreis. Ein weiterer Abgeordneter wird als Vertreter der anglo-indischen Minderheit vom Gouverneur ernannt.
Oberstes Gericht ist der High Court of Jharkhand in Ranchi.

### Parteien
Im ersten Jahrzehnt seines Bestehens war der Bundesstaat von relativer politischer Instabilität geprägt. Keine politische Partei erlangte bei Wahlen auch nur annähernd die Mehrheit, so dass verschiedene Koalitionsregierungen gebildet werden mussten. In den 10 Jahren zwischen 2000 und 2010 gab es insgesamt 6 Wechsel im Amt des Chief Ministers.
Wichtigste Parteien sind die hindunationalistische Bharatiya Janata Party (BJP), die links-zentristische Kongresspartei (INC) und die Regionalpartei Jharkhand Mukti Morcha (JMM). Hinzu kommen kleinere Regionalparteien, wei die Rashtriya Janata Dal (RJD), die All Jharkhand Students Union (AJSU) und die Jharkhand Vikas Morcha (Prajatantrik) (JVM(P)). Traditionell sind die kommunistischen Parteien relativ stark. In der Region operieren mehrere maoistische Untergrundorganisationen, die Naxaliten, die nach eigenem Bekunden für die Rechte armer Bauern kämpfen und Sabotageakte gegen staatliche Einrichtungen sowie Anschläge auf Repräsentanten des Staates verüben.
Im Jahr 2013 kam es zu einer großen Koalition aus JMM, der Kongresspartei und der RJD. Zum Chief Minister wurde am 13. Juli 2013 Hemant Soren von der JMM gewählt. Bei der Parlamentswahl 2014 in Jharkhand gewann keine Partei die absolute Mehrheit. Stärkste Partei nach Sitzen wurde die Bharatiya Janata Party (BJP), die mit 29,5 % der Stimmen 37 von 81 Wahlkreisen gewann und damit deutliche Zugewinne erzielte. Zweitstärkste Partei wurde JMM mit 20,4 % der Stimmen und 19 Mandaten. Danach wurde eine Koalition aus BJP und der All Jharkhand Students Union (AJSU) gebildet. Am 28. Dezember 2014 wurde Raghubar Das (BJP) zum Chief Minister gewählt. Bei der folgenden Parlamentswahl in Jharkhand vom 30. November bis 20. Dezember 2019 unterlag die BJP einer Koalition von JMM, Kongresspartei und RJD. Anschließend bildete sich eine Koalitionsregierung aus den genannten Parteien und am 29. Dezember 2019 wurde Hemant Soren zum zweiten Mal als Chief Minister vereidigt.

## Verkehr
Es gibt zahlreiche Verbindungen auf Straße und Schiene. Die Länge des Streckennetzes der National Highway in Jharkhand betrug Ende März 2019 3367 Kilometer. Hinzu kommen noch Tausende Kilometer wichtiger regionaler und lokaler Straßenverbindungen. Die wichtigsten Eisenbahnlinien sind die Linien Howrah-Mumbai und Howrah-Delhi. Da viele nationale Eisenbahnlinien keine täglichen Verbindungen anbieten, sind die zahlreichen regionalen Linien für die Leute im Bundesstaat viel wichtiger. Allerdings hat die Schiene in den letzten Jahrzehnten durch die Zunahme der Busverbindungen gegenüber der Straße Marktanteile verloren.
Für den Flugverkehr wichtig sind der Birsa Munda Airport nahe Ranchi und einige Regionalflugplätze.

## Gesundheit
Selbst für indische Verhältnisse sind die Distriktspitäler und Gesundheitszentren in Jharkhand mangelhaft ausgerüstet. Privatkliniken und die Spitäler von Bokaro, Jamshedpur und Ranchi verfügen allerdings über eine moderne Einrichtung.
Wegen der bescheidenen Qualität des Gesundheitswesens wütet in Jharkhand immer noch die Tuberkulose. Zudem ist die Trinkwasserqualität in Teilen Jharkhands so schlecht, dass sie die Anforderungen der WHO für Trinkwasser nicht erfüllt. Dies führt zu weiteren Krankheiten (wie Durchfall).